# マンガ学科
マンガ学科（まんががっか）は、マンガについての教育研究を目的とした大学の芸術または文学系の学科の一つである。
2000年、京都精華大学が4年制大学として国内初のマンガ学科を設置した。続く2007年、東京工芸大学が東日本初のマンガ学科を設置した。

## 概要
マンガ学とは、図画と文字の組み合わせにより、ストーリーやキャラクター性やメッセージ性をつくられた作品、
もしくは関連する表現媒体などについて研究する学問。
大学におけるマンガ学科の代表的な講義では、マンガ史、マンガ表現法、マンガ分類法、マンガ保存学、マンガ実践理論・実技、
マンガ評論、マンガ翻訳、マンガ発想・構成法、マンガ読解、表現観察、雑誌編集、文体模写、マンガ研究などがある。
また研究対象や方法によって、記号学、心理学、社会学、文化人類学、芸術学、美学、
哲学、文学、文芸学、音楽学、図書館学、展示学、教育学、博物館学
など、他の学問分野からの影響を受けたり、その方法論を援用したりする。

## マンガに関連した学科や専攻を置く大学

### 4年制大学
- 京都精華大学 マンガ学部 マンガ学科（2000年設置、国内初のマンガ学科）
- 東京工芸大学 芸術学部 マンガ学科（2007年設置、東日本初のマンガ学科）
- 星槎道都大学 美術学部 デザイン学科 イラスト·マンガ専攻
- 文星芸術大学 美術学部 美術学科 マンガ専攻
- 宝塚大学 東京メディア芸術学部 メディア芸術学科 マンガ分野
- 開志専門職大学 アニメ・マンガ学部 アニメ・マンガ学科
- 東海学園大学 人文学部 人文学科 創作文芸・マンガ領域
- 京都芸術大学 芸術学部 キャラクターデザイン学科 マンガコース
- 大阪芸術大学 芸術学部 キャラクター造形学科 漫画コース
- 大阪成蹊大学 芸術学部 造形芸術学科 マンガ・デジタルアートコース
- 神戸芸術工科大学 芸術工学部 まんが表現学科
- 大手前大学 建築&芸術学部 建築&芸術学科 芸術コース マンガ制作専攻
- 崇城大学 芸術学部 デザイン学科 マンガ表現コース
- 別府大学 文学部 国際言語・文化学科 芸術表現コース

### 短期大学
- 桐生大学短期大学部 アート・デザイン学科 マンガ・コミックイラストコース
- 大垣女子短期大学 デザイン美術学科 マンガコース・コミックイラストレーションコース
- 金城大学短期大学部 美術学科 マンガ・キャラクターコース
- 比治山大学短期大学部 美術科 マンガ・キャラクターコース